# مونیک گابریل
مونیک گابریل (انگلیسی: Monique Gabrielle؛ زادهٔ ۳۰ ژوئیهٔ ۱۹۶۳) یک هنرپیشه اهل ایالات متحده آمریکا است.
او در فیلم زنان آمازون در ماه بازی کرده است.